# Arnold (Pensylwania)
Arnold – miasto w Stanach Zjednoczonych, w stanie Pensylwania, w hrabstwie Westmoreland. Według danych z 2000 roku miasto liczyło 5667 mieszkańców.